# Mister Io
Mister Io (Mister E no original) é um misterioso usuário de magia que é completamente cego, mas alega ser capaz de "enxergar" o mal. Também possui a habilidade de andar pelo tempo. Devido a uma infância traumática, Mister Io é um indivíduo extremamente psicótico e perigoso, e imensamente imprevisível. Personagem fictício que aparece principalmente no universo Vertigo, embora ele, às vezes, apareça no Universo DC.   Criado por Bob Rozakis e Jack C. Harris, o personagem apareceu pela primeira vez em  Secrets of Haunted House e foi um personagem recorrente de 10 edições. Ele foi, então, radicalmente redesenhado por Neil Gaiman para uso em Os Livros da Magia, depois que ele apareceu em sua própria mini-series.